# ليونيداس كافاكوس
ليونيداس كافاكوس ولد في يوم 30 اكتوبر سنة 1967عازف كمان يوناني . إنه أحد أكثر عازفي الكمان رواجًا، وهو يعزف بانتظام مع فرق الأوركسترا الرائدة في العالم وكذلك في الحفلات الموسيقية .

## البدايات
ولد كافاكوس في أثينا لعائلة من الموسيقيين، وبدأ دراسة الكمان في سن الخامسة. ثم سمحت له منحة دراسية من مؤسسة أوناسيس . أقام حفله الأول في مهرجان أثينا عام 1984   وفي عام 1986 فاز بالميدالية الفضية في المسابقة الدولية لمتحف الكمان في إنديانابوليس . كما فاز بالجوائز الأولى في مسابقة نومبورغ في نيويورك عام 1988 ومسابقة باغانيني للكمان في العام نفسه، وكلها قبل أن يبلغ 21 عامًا.